# Eastwood Rides Again
Az Eastwood Rides Again egy 1970-es album a  The Upsetters együttestől.

## Számok
1. Eastwood Rides Again
2. Hit Me
3. Knock On Wood – The Untouchables
4. Pop Corn
5. Catch This
6. You Are Adorable
7. Capsol
8. Power Pack
9. Dollar In The Teeth
10. Baby Baby – Val Bennett
11. Django (Ol' Man River)
12. Red Hot
13. Salt And Pepper
14. Tight Spot